# Ekaterina Vazem
Ekaterina Ottovna Vazem (Екатерина Оттовна Вазем), née à Moscou (Empire russe) le 25 janvier 1848 et morte à Leningrad (Union soviétique) le 14 décembre 1937, est une ballerine et pédagogue russe.

## Biographie
Elle naît Mathilda Vazem à Moscou en 1848.
Elle est formée à l'école théâtrale de Saint-Pétersbourg à partir de 1857 ; elle ne fait pas partie des élèves boursières et donc sa famille doit payer 500 roubles par an pour qu'elle puisse suivre l'enseignement. Six ans plus tard, elle fait partie des élèves des classes soutenues par l'État. Ses professeurs sont Lev Ivanov, Alexeï Bogdanov, et le Français E. Huguet.  Elle termine l'école en 1867.
De 1867 à 1884, elle est une des ballerines en vue du théâtre Bolchoï Kamenny de Saint-Pétersbourg. C'est la première Russe à briller dans le style italien plein de prouesses techniques et l'une des danseuses préférées de Marius Petipa. Il crée pour elle le rôle de Nikia dans La Bayadère (1877), ballet préféré de la Vazem. Elle excelle aussi dans Paquita (1881) avec son fameux Grand Pas sur une musique de Minkus.
Elle danse aussi dans Le Papillon de Petipa (1874) La Fille du Danube (1880) et La Vivandière (1881) ainsi que dans  La Demoiselle des neiges (Snegourotchka; 1879), et Soraya ou la Mauresque en Espagne (1881), ou Nuit et Jour (1883), toujours de Petipa.
En 1880, elle est invitée à  Paris et aux États-Unis.
Elle termine sa carrière sur scène en 1884 et enseigne de 1886 à 1896 à l'école impériale de théâtre de Saint-Pétersbourg. Elle a comme élèves Elsa Will, Anna Pavlova et Agrippina Vaganova, plus tard elle donne encore quelques cours particuliers.
Elle écrivit ses Mémoires (1937) qui donnent un regard intéressant sur son époque, lorsqu'elle était ballerine.

## Vie privée
Elle épousa en 1871 un gentilhomme propriétaire terrien et balletomane, Apollon Griniov, éditeur de la revue Minouta, qui mourut en 1883. Elle se maria en secondes noces en 1887 avec Ivan Nassilov, professeur de l'académie de médecine militaire, dont elle eut un fils, Nikolaï (1887-1942), futur critique de ballet.